# Eoanthidium arabicum
Eoanthidium arabicum är en biart som beskrevs av Pasteels 1980. Eoanthidium arabicum ingår i släktet Eoanthidium och familjen buksamlarbin. Inga underarter finns listade i Catalogue of Life.